# خوال (السدة)

تعديل مصدري - تعديل

خوال هي إحدى قرى عزلة الزعلاء بمديرية السدة التابعة لمحافظة إب، بلغ تعداد سكانها 264 نسمة حسب تعداد اليمن لعام 2004.